# Martinho de Zamora
Martinho de Zamora, també anomenat Martinus Lusitanus i Martí de Portugal, (Zamora, ? - Lisboa, 6 de desembre de 1383) fou un pseudocardenal del segle XIV creat per l'antipapa d'Avinyó Climent VII.
Prior de Vimara a la diòcesi de Braga, fou escollit bisbe de Silves el 7 de febrer de 1373, i posteriorment fou transferit a Lisboa. Fou ambaixador del rei de Portugal a França (envers el 1380).
Fou assassinat el 6 de desembre de 1383 en una revolta que es produí a la catedral després de l'assassinat del comte Joan Fernández d'Andeiro, favorit de Leonor Téllez de Meneses. Fou defenestrat i el seu cos s'estavellà contra el pati de la catedral. La seva condició de castellanolleonès, de ser partidari de l'antipapa Climent VII i el fet de no haver tocat les campanes per celebrar la mort del comte havien provocat prèviament la ira del poble. El seu cadàver fou arrossegat per la ciutat i el seu cos abandonat als gossos a la plaça de Rossio. Aquests fets ocorregueren disset dies abans de la seva promoció, car les notícies de la seva mort no arribaren a Avinyó en el moment del consistori, el 23 de desembre del 1383.